# Verdrag tot het vaststellen van enige eenvormige regelen betreffende hulp en berging
Het Verdrag tot het vaststellen van enige eenvormige regelen betreffende hulp en berging (Brussels Convention on Assistance and Salvage at Sea) of Brussels Bergingsverdrag is een multilateraal verdrag uit 1910 waarin is vastgelegd welke regels gelden in het geval van berging en hulpverlening aan schepen van verdragstaten. Het algemeen principe van het Brussels Bergingsverdrag berust op het feit dat het bergingsschip enkel wordt vergoed indien het een schip of zijn lading kan redden, het zogenaamde no cure, no pay.
Dit was met Brussels Aanvaringsverdrag het eerste verdrag dat ontworpen was door het Comité Maritime International. Het werd in 1967 aangevuld met het Bergingsprotocol of Protocol tot wijziging van het Verdrag tot eenmaking van bepaalde regels inzake hulp en berging.
In 1989 werd door de Internationale Maritieme Organisatie (IMO) het Internationaal Verdrag inzake hulpverlening opgesteld. Dit verdrag nam het no-cure-no-payprincipe over, maar voegt een nieuwe regel toe waarbij het bergingsschip een extra vergoeding krijgt indien het boven op de reddingsoperatie ook nog acties ondernam om schade aan het milieu te vermijden of in te perken.